# Мотострелкови войски
Моторизираната пехота наричана в някои армии през Втората световна война Мотострелкови войски, а след нея в целия свят така са род войски от състава на сухопътните войски. Те включват мотопехота, танкове и противотанкови средства, механизирана артилерия, тактически ракети, зенитноракетни средства и специални подразделения. Моторизираната пехота възниква в много малки количества още през Първата световна война. Но реално възниква и намира приложение и огромно количество числен състав през Втората световна война когато армиите на СССР, САЩ и Великобритания – главните държави от антихитлеристката коалиция са подложени на пълна моторизация, а войските на Германия, Италия и Япония – главни държави от Тристранния пакт също имат мощни моторизирани съединения, като някои от тях са използвани от някои от тези държави и след преминаването им на страната на съюзниците и участието им във войната срещу нацистка Германия какъвто е примера с Италия и нейната Първа моторизирана бойна група участвала във войната против Германия 1943 – 1945 г. Първата крупна моторизирана част на Българската армия е създаденият през 1943 г. Общовойскови камионен полк чиято роля през водената 1944 – 1945 г. Отечествена война на България срещу нацистка Германия, когато формира Първа армейска моторизирана дружина и други подразделения сражаващи се срещу германските войски се оказва решаваща за победите на българските войски по фронтовете на войната, макар до 1943 г. да са съществували и други моторизирани части като Автомобилната дружина създадена през 1929 г. прераснала в Общовойскова камионна дружина през 1941 г. Камионният полк съществува до 1955 г. когато се разформирова поради масовата моторизация на българската армия след Втората световна война поради което се възприема термина Мотострелкови войски.

## Произход на думата
Думата Мотопехота започва да се използва главно през годините на Втората световна война и произлиза от спецификата на дейността на този вид пехотни части. Тя е наречена така защото преди и по време на Втората световна война моторизацията на армиите на редица страни са в малки количества и това е термин който трябва да отличи моторизираните войски от обикновените пехотни части, големи части от които се придвижват на конна тяга. За разлика от обикновената пехота, мотопехотата се придвижва на превозни средства с моторна тяга – камиони, автомобили, мотоциклети, влекачи и в някои армии като германската и частично американската има и специални транспортьори за превоз на пехотинци, които обаче са верижни машини и спадат към Механизирани войски, а не към мотопехотата. В повечето армии през Втората световна война моторизацията означава превоз на войска главно с камиони, поради което в някои армии (например българската) тези войски носят названието камионни части и подразделения. След втората световна война моторизацията навлиза като масово явление сред армиите на редица страни, както в западна Европа и САЩ, така и в източна Европа и СССР, поради което немоторизираната пехота изчезва като род войски и всички военни части имат вече моторизирана техника, поради което като синоним на сухопътни войски се приема името Мотострелкови войски.

## Използване и тактика
Организирани са в съединения, части и подразделения. Отличават се с голяма огнева мощ, подвижност и маневреност.

## Галерия
- Моторизирана оръдейна установка от състава на Българската Армия след Ньойския договор
- Военнотранспортна единица – 1920 – 1930
- Мотострелкови войски в поход
- Мотострелкови войски на учение